# Bruckmühle (Gemeinde Rappottenstein)
Die Bruckmühle (auch Ottendorfermühle) ist eine ehemalige Mühle in der Marktgemeinde Rappottenstein im Bezirk Zwettl in Niederösterreich.

## Geografie
Der nordwestlich von Rappottenstein gelegene Mühle befindet sich am linken Ufer des Großen Kamps am Brückenübergang der Landesstraße L7309 von Grünbach nach Kirchbach, die Zufahrtsstraße zum östlich gelegenen Lebzelterhof zweigt hier ab und führt an der Mühle vorbei.

## Geschichte
Die Mühle wird bereits 1419 schriftlich als Prukchmull erwähnt, im Eintrag der Josephinischen Fassion aus Jahre 1786/87 bestand die Mühle als Bruckmühl an der Adresse Rabenthan 13, sie unterstand damals der Herrschaft Rosenau.
Nach dem Umbruch 1848 die Bruckmühle bis 1867 dem Amtsbezirk Groß Gerungs zugeteilt, mit der Aufhebung der Grundherrschaften wurde der Ort 1849 ein Teil der Ortsgemeinde Kirchbach und hier der Katastralgemeinde Oberrabenthan zugeordnet.
Laut Adressbuch von Österreich war im Jahr 1938 in der Bruckmühle eine Mühle in Betrieb.
Im Zuge der Niederösterreichischen Kommunalstrukturverbesserung kam die Mühle nach der Auflösung der Ortsgemeinde Kirchbach am 1. Januar 1972 zur Gemeinde Rappottenstein und wurde der Katastralgemeinde Oberrabenthan zugeordnet.
Der Mühlbetrieb, welchen man als Walzmühle mit Turbine führte, wurde 1992 eingestellt, in den Gebäuden befindet sich ein Physiotherapiestudio sowie ein Imkereifachbetrieb.